# 潔西卡·阿什利
潔西卡·阿什利（英語：Jessica Ashley，1989年12月8日—）是一位美國女模特兒。為密西根大學的2011年畢業生，以及2014年6月《花花公子》的玩伴女郎，攝影師為薩莎·艾森曼。她曾參演凱文·福勒的MV〈Love Song〉。
阿什利擁有英語和心理學的學士學位。為花花公子TV透過她的Facebook而被發掘。

## 外部連結
- Playboy Tubes （页面存档备份，存于）